# Inzendorf
Inzendorf ist ein Ortsteil der Gemeinde Schmidgaden im Landkreis Schwandorf des Regierungsbezirks Oberpfalz im Freistaat Bayern.

## Geografie
Inzendorf liegt 4 Kilometer nördlich von Schmidgaden und 1,5 Kilometer nördlich der Bundesautobahn 6 zwischen dem Krumbach im Süden und dem Hüttenbach im Norden. Der Hüttenbach fließt am nordöstlichen Ortsrand von Inzendorf entlang. Er ist 19,7 Kilometer lang und trägt die Gewässerkennzahl 14722. Er entspringt am Südwesthang des 667 Meter hohen Buchberges, fließt in Richtung Südosten und mündet bei Schwarzenfeld in die Naab. Der Krumbach mündet 1,5 Kilometer südöstlich von Inzendorf in den Hüttenbach. Die Umgebung von Inzendorf ist von Quellen und Bächen geprägt, deren Wasser in zahlreichen Fischweihern genutzt wird.
Durch Inzendorf führte eine alte Handelsstraße. Sie wurde im Volksmund „Zigeunerweg“ oder auch „Steinköppel“ genannt. Sie verlief von Amberg über Moos – Hiltersdorf – Holzhaus – Kohlmühle – Etsdorf – Inzendorf – Brudersdorf – Diepoltshof nach Nabburg und weiter nach Böhmen.

## Geschichte

### 11. und 18. Jahrhundert
Inzendorf (auch: Inzesdorf, Intzendorf) gehört zu den Dorf-Orten, die bei der deutschen Besiedelung des Nabburger Landes vom 9. bis zum 11. Jahrhundert entstanden. 1136 wurde ein Udo de Inzesdorf erwähnt.
Im Salbuch von 1473 wurde Inzendorf mit einer Steuer von 4 Schilling 19 Pfennig aufgeführt. Güter in Inzendorf gehörten zum Besitz des Klosters Ensdorf. Im Jahr 1506 wurde im Zusammenhang mit einer Erbrechtübergabe ein Gut des Klosters Ensdorfs erwähnt. Im Salbuch von 1513 war Inzendorf mit einem jährlichen Jägergeld von 2 Höfen, 3 Halbhöfen, 2 Gütlein und einer Mühle verzeichnet. Im Amtsverzeichnis von 1596 erschien Inzendorf mit 2 ganzen Höfen, 4 Gütern und 2 Mühlen. Im Türkensteueranlagsbuch von 1606 waren für Inzendorf 3 Höfe, 3 Güter, 1 Mühle, 4 Pferde, 12 Ochsen, 19 Kühe, 15 Rinder, 4 Schweine, 2 Kälber, 133 Schafe, 7 Frischlinge und eine Steuer von 22 Gulden und 57½ Kreuzer eingetragen.
Während des Dreißigjährigen Krieges erlebte die Region einen Bevölkerungsrückgang. 1500 und 1523 hatte Inzendorf 8 Untertanen, 1583 und 1631 7 Untertanen, 1658 3 Untertanen und 1712 hatte es 6 Untertanen. Die Kriegsaufwendungen von Inzendorf betrugen 1007 Gulden.
Im Herdstättenbuch von 1721 erschien Inzendorf mit 7 Anwesen, 8 Häusern und 8 Feuerstätten. Im Herdstättenbuch von 1762 mit 7 Herdstätten, 1 Inwohner und 1 Hirtenhaus mit 1 Inwohner. 1792 hatte Inzendorf 6 hausgesessene Amtsuntertanen. 1808 gab es in Inzendorf 7 Anwesen, ein Hirtenhaus und eine Mühle (Kadermühle) mit 2 Gängen, Inhaber Johannes Pürner.

### 19. und 20. Jahrhundert
1808 begann in Folge des Organischen Ediktes des Innenministers Maximilian von Montgelas in Bayern die Bildung von Gemeinden. Dabei wurde das Landgericht Nabburg zunächst in landgerichtische Obmannschaften geteilt. Inzendorf kam zur Obmannschaft Rottendorf. Zur Obmannschaft Rottendorf gehörten: Rottendorf, Hohersdorf, Legendorf, Inzendorf, Kadermühle und Grimmerthal.
Dann wurden 1811 in Bayern Steuerdistrikte gebildet. Dabei wurde Inzendorf Steuerdistrikt. Der Steuerdistrikt Inzendorf bestand aus den Dörfern Inzendorf und Legendorf und der Einöde Kadermühle. Er hatte 18 Häuser, 134 Seelen, 150 Morgen Äcker, 50 Morgen Wiesen, 50 Morgen Holz, 2 Weiher, 15 Morgen öde Gründe und Wege, 2 Pferde, 36 Ochsen, 30 Kühe, 24 Stück Jungvieh, 40 Schafe und 20 Schweine.
Schließlich wurde 1818 mit dem Zweiten Gemeindeedikt die übertriebene Zentralisierung weitgehend rückgängig gemacht und es wurden relativ selbständige Landgemeinden mit eigenem Vermögen gebildet, über das sie frei verfügen konnten. Hierbei kam Inzendorf zur Ruralgemeinde Gösselsdorf. Die Gemeinde Gösselsdorf bestand aus den Ortschaften Gösselsdorf mit 16 Familien, Windpaißing mit 7 Familien, Götzendorf mit 5 Familien, Scharlmühle mit 2 Familien, Inzendorf mit 15 Familien, Legendorf mit 7 Familien und Kadermühle mit 2 Familien.
Nach dem Zweiten Weltkrieg wurde 1946 durch die Militärregierung die Gemeinde Gösselsdorf aufgelöst. Gösselsdorf und Inzendorf kamen an Rottendorf, Legendorf und Windpaißing kamen an Brudersdorf und Götzendorf kam zu Kemnath am Buchberg. Als 1948 den Bürgern die Möglichkeit gegeben wurde, die alte Gemeinde Gösselsdorf wiederherzustellen, wurde diese Gelegenheit sofort ergriffen und die Gemeinde Gösselsdorf erstand neu mit den Gemeindeteilen Gösselsdorf, Inzendorf, Kadermühle, Legendorf, Windpaißing, Kulm, Götzendorf.
Im Januar 1972 wurde die Gemeinde Gösselsdorf erneut auseinandergerissen. Gösselsdorf, Inzendorf, Kadermühle und Legendorf kamen zur Großgemeinde Schmidgaden, Windpaißing und Kulm zur Stadt Nabburg und Götzendorf zu Kemnath am Buchberg.
Inzendorf gehört zur Pfarrei Rottendorf im Dekanat Nabburg. 1997 gab es in Inzendorf 87 Katholiken.

## Einwohnerentwicklung ab 1819
| Jahr | Einwohner   | Gebäude |
| ---- | ----------- | ------- |
| 1819 | 15 Familien | k. A.   |
| 1828 | 86          | 13      |
| 1838 | 82          | 13      |
| 1864 | 67          | 31      |
| 1875 | 71          | 44      |
| 1885 | 79          | 11      |
| 1900 | 58          | 12      |
| 1913 | 64          | 11      |

| Jahr | Einwohner | Gebäude |
| ---- | --------- | ------- |
| 1925 | 79        | 10      |
| 1950 | 66        | 11      |
| 1961 | 72        | 12      |
| 1964 | 72        | 12      |
| 1970 | 85        | k. A.   |
| 1987 | 90        | 20      |
| 2011 | 110       | k. A.   |